# Guidel

Guidel este o comună în departamentul Morbihan, Franța. În 1 ianuarie 2022 avea o populație de 12.236 de locuitori.